# Cody Töpper
Cody Arlyn Töpper (* 10. Januar 1983 in Albuquerque, New Mexico) ist ein deutschstämmiger US-amerikanischer Basketballtrainer und ehemaliger -spieler. Geboren und aufgewachsen als Cody Arlyn Toppert, erhielt er 2009 aufgrund eines deutschen Großvaters die deutsche Staatsbürgerschaft, dessen ursprünglichen Nachnamen Töpper er dabei annahm.

## Spieler
Cody Töpper begann seine Karriere bei der Cornell Big Red an seiner Universität und wechselte dann in den Berufsbasketball, war Mitglied von Mannschaften in den Vereinigten Staaten, Neuseeland, Portugal und Bulgarien. Zur Saison 2009/10 wechselte er zum Bundesligisten MEG Göttingen. Er bestritt neun Bundesliga-Begegnungen für die Niedersachsen, erzielte im Schnitt 1,4 Punkte je Begegnung. Nachdem er in Göttingen nicht wie erhofft Fuß fassen konnte, wechselte er zur Rückrunde der Saison 2009/10 zum BC Weißenhorn in die ProB. Bei dem Drittligisten war er Leistungsträger (18,9 Punkte je Begegnung), erhielt dort allerdings keinen neuen Vertrag für die Saison 2010/11. Er unterzeichnete daraufhin einen Vertrag bei den Plymouth Raiders in England. Anschließend spielte er für Vereine in Italien und Spanien, bis er 2012 seine Karriere als professioneller Basketballspieler beendete.

## Trainer
Töpper wurde bei mehreren Firmen, die verschiedene Trainingsmöglichkeiten für Basketballspieler anbieten, tätig. Er arbeitete von 2015 bis 2017 als Assistenztrainer bei den Rio Grande Valley Vipers, anschließend bei den Northern Arizona Suns (2017/18), ebenfalls in der NBA D-League. In der Saison 2018/19 gehörte Toppert dem Trainerstab der NBA-Mannschaft Phoenix Suns an. Zu seinen Aufgaben zählte, mit den Spielern an deren Weiterentwicklung zu arbeiten. Töpper betreute in dieser Tätigkeit unter anderem Devin Booker und Mikal Bridges. Von 2019 bis 2022 hatte Töpper an der University of Memphis eine Stelle als Assistenztrainer inne. Er trug 2021 zum Gewinn des National Invitation Tournaments bei. 2022 wurde er Assistenztrainer an der Louisiana State University.
Im September 2023 wurde er als neuer Cheftrainer der Mannschaft Capital City Go-Go (NBA-G-League) vermeldet.

## Privates
Cody Töpper hat einen Bruder namens Chad Topper, der ebenfalls Berufsbasketballspieler war. Im Englischen haben beide denselben Nachnamen (Toppert), bei der Einbürgerung erhielten sie aber unterschiedliche Nachnamen in ihrem deutschen Pass. Im Oktober 2014 wurde dies korrigiert, so dass Chad Topper ab diesem Zeitpunkt in Deutschland offiziell unter dem Namen Chad Toppert geführt wird.